# National Electrical Code
El National Electrical Code (NEC), o NFPA 70, es un estándar estadounidense para la instalación segura de alumbrado y equipos eléctricos. 
Es parte de la serie de normas de prevención de incendios publicada por la National Fire Protection Association (NFPA). "National Electrical Code" y "NEC" son marcas registradas NFPA.